# Loriots 65. Geburtstag
Loriots 65. Geburtstag (ursprünglich 65 – Loriot zum Geburtstag) ist eine deutsche Fernsehsendung, die von Radio Bremen produziert und am 12. November 1988, dem 65. Geburtstag von Vicco von Bülow alias Loriot, im Ersten Deutschen Fernsehen ausgestrahlt wurde. Es war die zweite von insgesamt vier Geburtstagssendungen Loriots. 

## Inhalt

### Originalbeiträge
Zu sehen ist die Aufzeichnung der Geburtstagssendung, bei der sich Loriot und Evelyn Hamann auf dem grünen Sofa aus der Sendereihe Loriot unterhalten und verschiedene alte Sketche ansagen sollen. Da Loriot aber im Stau feststeckt, fängt das Drehteam um Aufnahmeleiter, Kameramann und Maskenbildner schon mal ohne ihn an und dreht die Ansagen von Hamann. Die Redebeiträge von Loriot sollen dann später hineingeschnitten werden. Der Maskenbildner, der angeblich alle im Fernsehbetrieb kennt, bezeichnet Hamann wahlweise als Hacksmann oder Edith Hamann. Zudem beschwert er sich darüber, dass seine Arbeit nicht genug wertgeschätzt wird. In einer Pause fragt der durchweg gelangweilt wirkende und seine Klappstullen kauende Kameramann Hamann, ob sie heute Abend schon was vorhabe. In einer anderen Pause versucht Hamann eine „wahnsinnig komische“ Anekdote von einem Dreh auf Mallorca und einem Strauß Gladiolen zu erzählen, erinnert sich aber nicht mehr an die Details. Kurz vor dem letzten Filmbeitrag, dem Finale aus der Sendung zu Loriots 60. Geburtstag, taucht Loriot dann doch noch auf. Allerdings kann er nur noch „Wo ist die Kamera?“ sagen, bevor die MAZ eingespielt wird.

### Sketchwiederholungen
Im Laufe der Sendung werden Sketche aus Loriots Sendereihe Loriot in folgender Reihenfolge gezeigt:
1. Die Jodelschule (Loriot VI)
2. Herrenmoden (Loriot II)
3. Kosakenzipfel (Loriot VI)
4. Das Filmmonster (Loriot III)
5. Vertreterbesuch (Loriot VI)
6. Herren im Bad (Loriot V; eingebettet in den Sketch Vertreterbesuch)
7. Bettenkauf (Loriot IV)
8. Der sprechende Hund (Loriot IV)
9. Der Lottogewinner (Loriot I)

## Produktion und Ausstrahlung
Die Sendung wurde an Vicco von Bülows 65. Geburtstag, dem 12. November 1988, im Ersten Deutschen Fernsehen ausgestrahlt. Im selben Jahr erschien sie auf VHS. Sie war nach der fünf Jahre vorher ausgestrahlten Sendung Loriots 60. Geburtstag die zweite Geburtstagssendung von Loriot. Im Vergleich fiel die extra für die Sendung produzierte Rahmenhandlung deutlich bescheidener aus.
1997 ordnete Loriot sein Fernsehwerk neu und machte aus den sechs originalen Folgen der Reihe Loriot sowie anderem Material vierzehn 25-minütige Folgen. Teile der Originalbeiträge aus Loriots 65. Geburtstag wurden in der vierten Folge »Ruhe bitte« – Intime Blicke in die Fernsehstudios gezeigt. Enthalten sind die Szenen mit dem Maskenbildner, die Anmache des Kameramanns, die Anekdote um die Gladiolen sowie die Ansage zu Der Lottogewinner.

## Bildtonträger
- Loriots 65. Geburtstag. Warner Home Video, Hamburg 1988, VHS (komplett).
- Loriot – Sein großes Sketch-Archiv. Warner Home Video, Hamburg 2001, DVD Nr. 1 (Teile in Loriot 4).
- Loriot – Die vollständige Fernseh-Edition. Warner Home Video, Hamburg 2007, DVD Nr. 2 (ohne Sketchwiederholungen).